# リチャード・グリーン
リチャード・グリーン（Richard Marius Joseph Greene、1918年8月25日 - 1985年6月1日）は、イングランド出身の俳優。
イギリスでは1950年代に放送された人気テレビシリーズ『ロビン・フッドの冒険（The Adventures of Robin Hood）』の主演俳優として知られる。

## 略歴
1918年（1914年生まれとの資料もある）、代々続く俳優一家に生まれる。両親ともに俳優。アイルランド系とスコットランド系の流れを引く。
1933年、シェイクスピアの舞台『ジュリアス・シーザー』で俳優としてのキャリアをスタートさせる。また、恵まれた容姿を活かし、シャツや帽子のモデルとして生活の糧を得る。1936年、劇作家テレンス・ラティガンの戯曲『涙なしのフランス語（French Without Tears）』の初演に出演。この作品でアレクサンダー・コルダとダリル・F・ザナックに見出され、20世紀フォックスが当時のMGMのスター、ロバート・テイラーに対抗するスター候補として契約。
1938年、ジョン・フォード監督の『四人の復讐』の主演に大抜擢され、ハリウッドデビュー。この映画の成功により多くの女性ファンを獲得し、アイドルスター (matinee idol) として絶大な人気を博す。
第二次世界大戦に従軍した後に復帰するが低迷する。しかし1955年から放送されたイギリスのテレビシリーズ『ロビン・フッドの冒険（The Adventures of Robin Hood）』に主演し、人気を取り戻す。その後はテレビドラマを中心に活躍する。
1982年、脳腫瘍のために起きた転倒事故で大怪我をし、脳の手術を受けるが完治しなかった。1985年、心筋梗塞で死去。

## 主な出演作品
- Sing As We Go (1934) ※端役での出演
- 四人の復讐 Four Men and a Prayer (1938)
- 煌めく銀星 My Lucky Star (1938)
- サブマリン爆撃隊 Submarine Patrol (1938)
- テンプルちゃんの小公女 The Little Princess (1939)
- ベイジル・ラスボーン版 シャーロック・ホームズ　バスカヴィル家の犬 The Hound of the Baskervilles (1939)
- スタンレー探検記 Stanley and Livingstone (1939)
- 大紐育 Little Old New York (1940)
- 黄色いカナリヤ Yellow Canary (1943)
- 永遠のアンバー Forever Amber (1947)
- 熱血児 The Fighting O'Flynn (1949)
- 砂漠の鷹 The Desert Hawk (1950)
- 黒鷲 Shadow of the Eagle (1950)
- 激情の断崖 Lorna Doone (1951)
- コルシカの嵐 The Bandits of Corsica (1953)
- シャーウッドの剣 Sword of Sherwood Forest (1960)
- SF失われた島 Island of the Lost (1967)
- 女奴隷の復讐 The Blood of Fu Manchu (1968)
- 魔界からの招待状 Tales from the Crypt (1972)